# Lobelia laxiflora
Lobelia laxiflora är en klockväxtart som beskrevs av Carl Sigismund Kunth. Lobelia laxiflora ingår i släktet lobelior, och familjen klockväxter.

## Underarter
Arten delas in i följande underarter:
- L. l. angustifolia
- L. l. laxiflora

## Bildgalleri

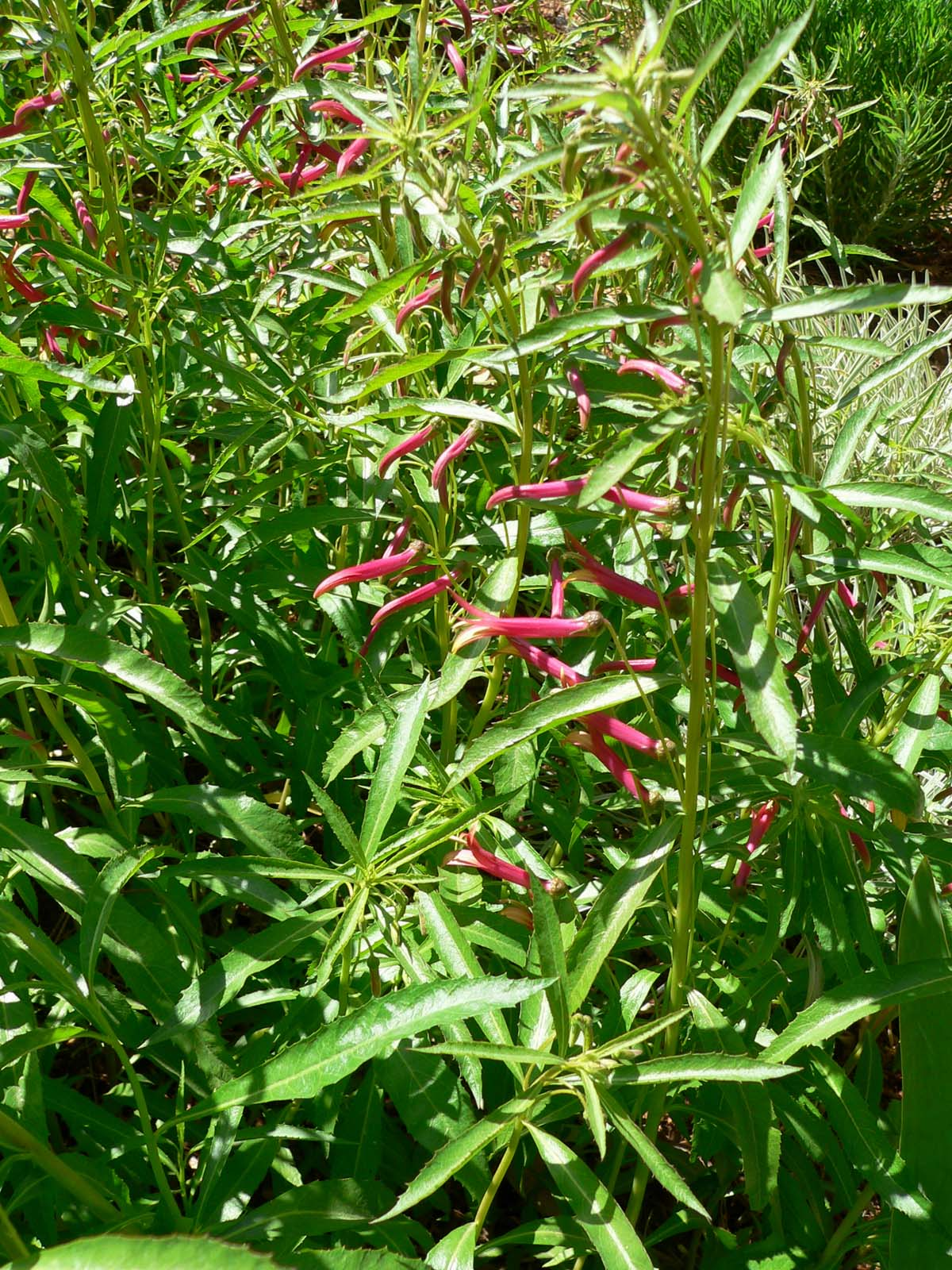
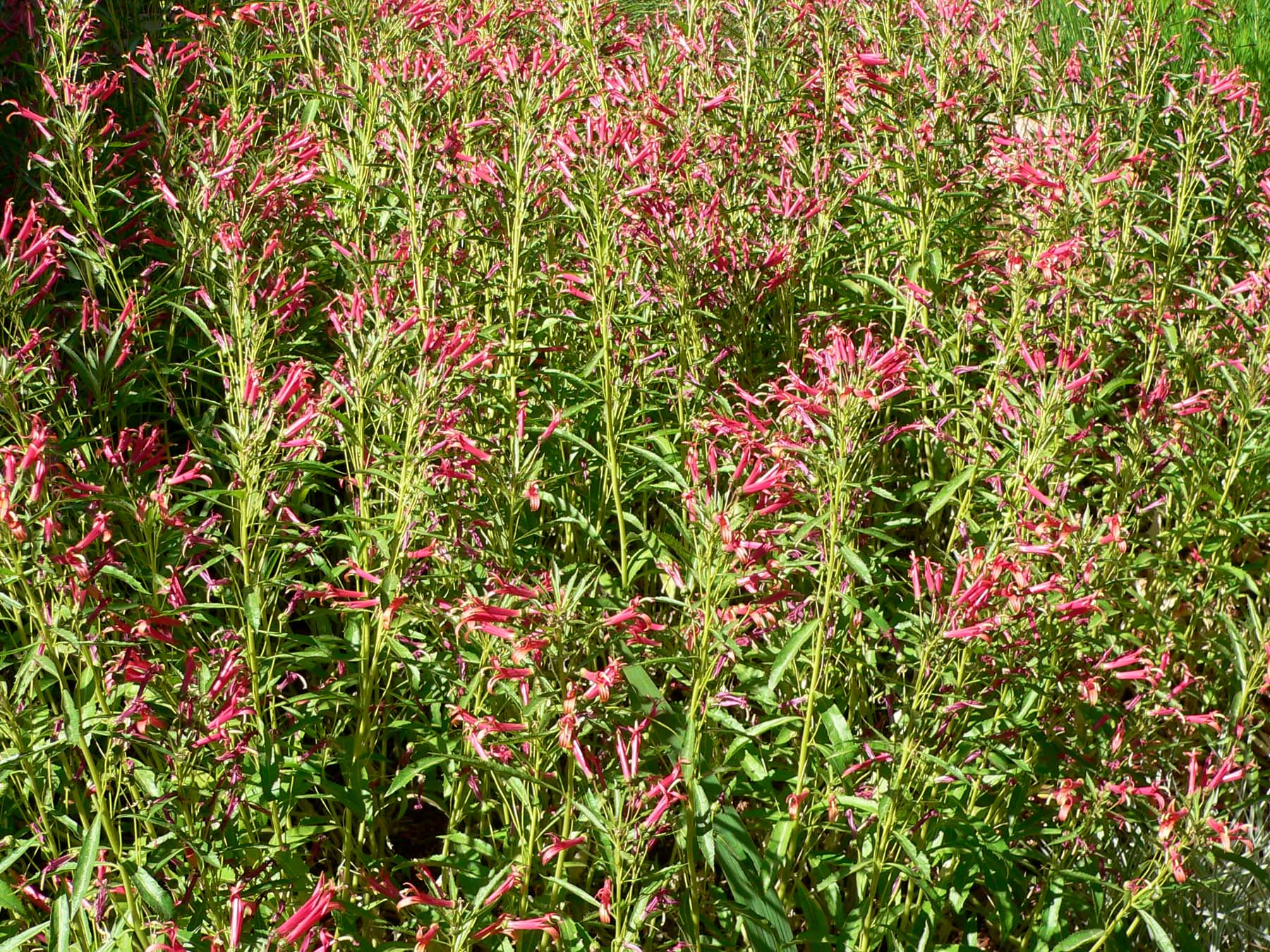
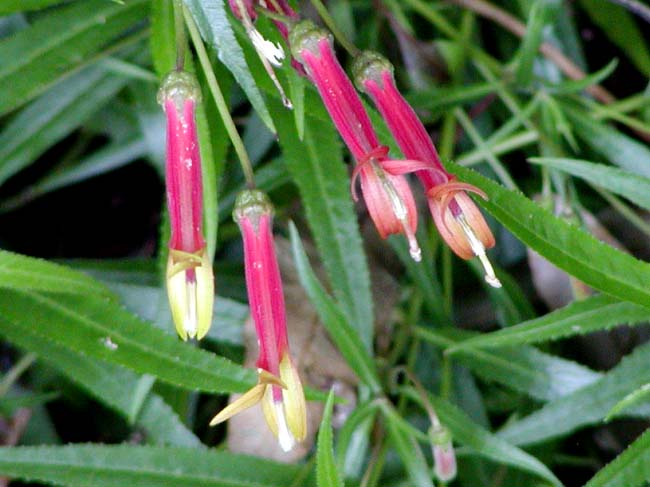
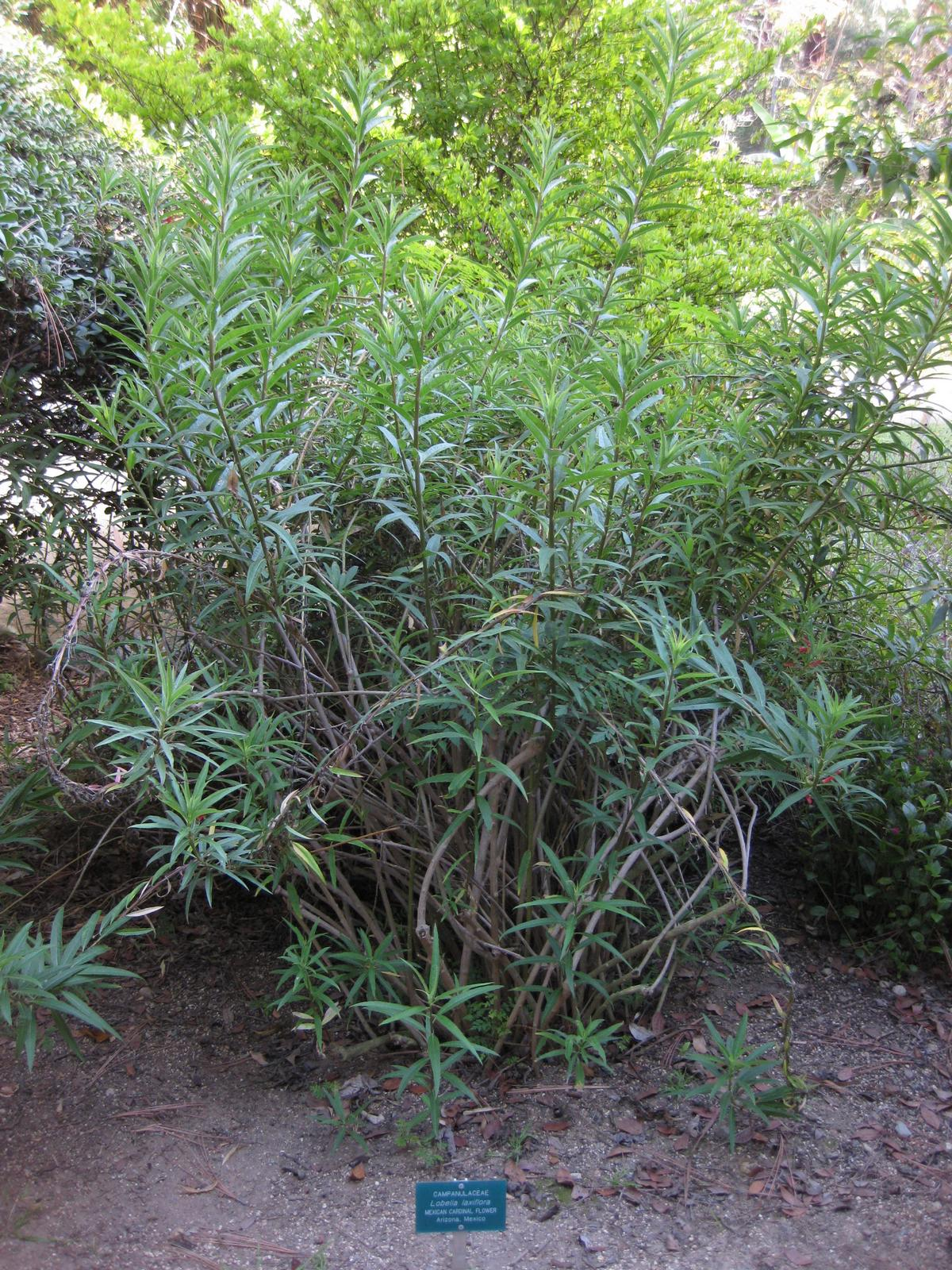
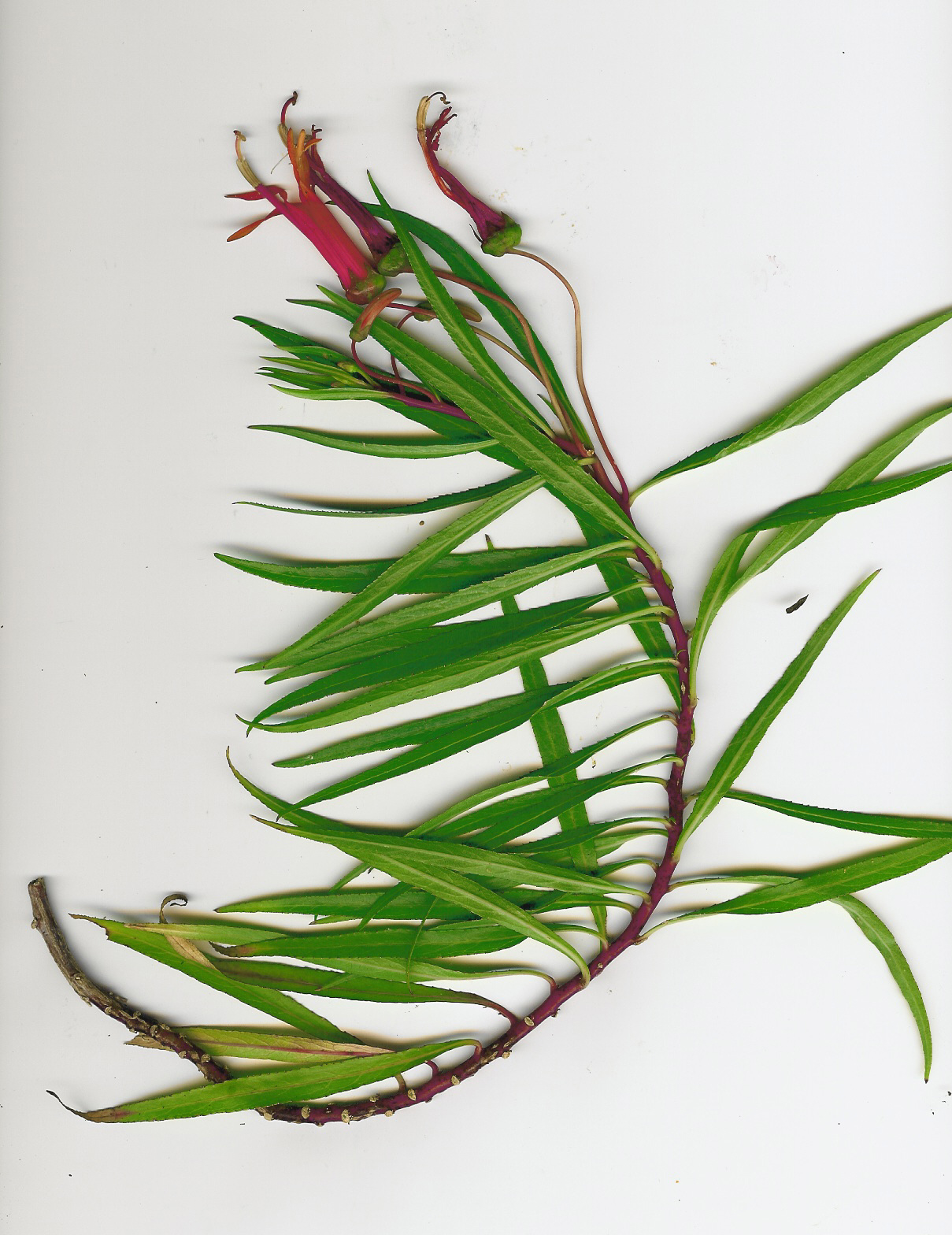
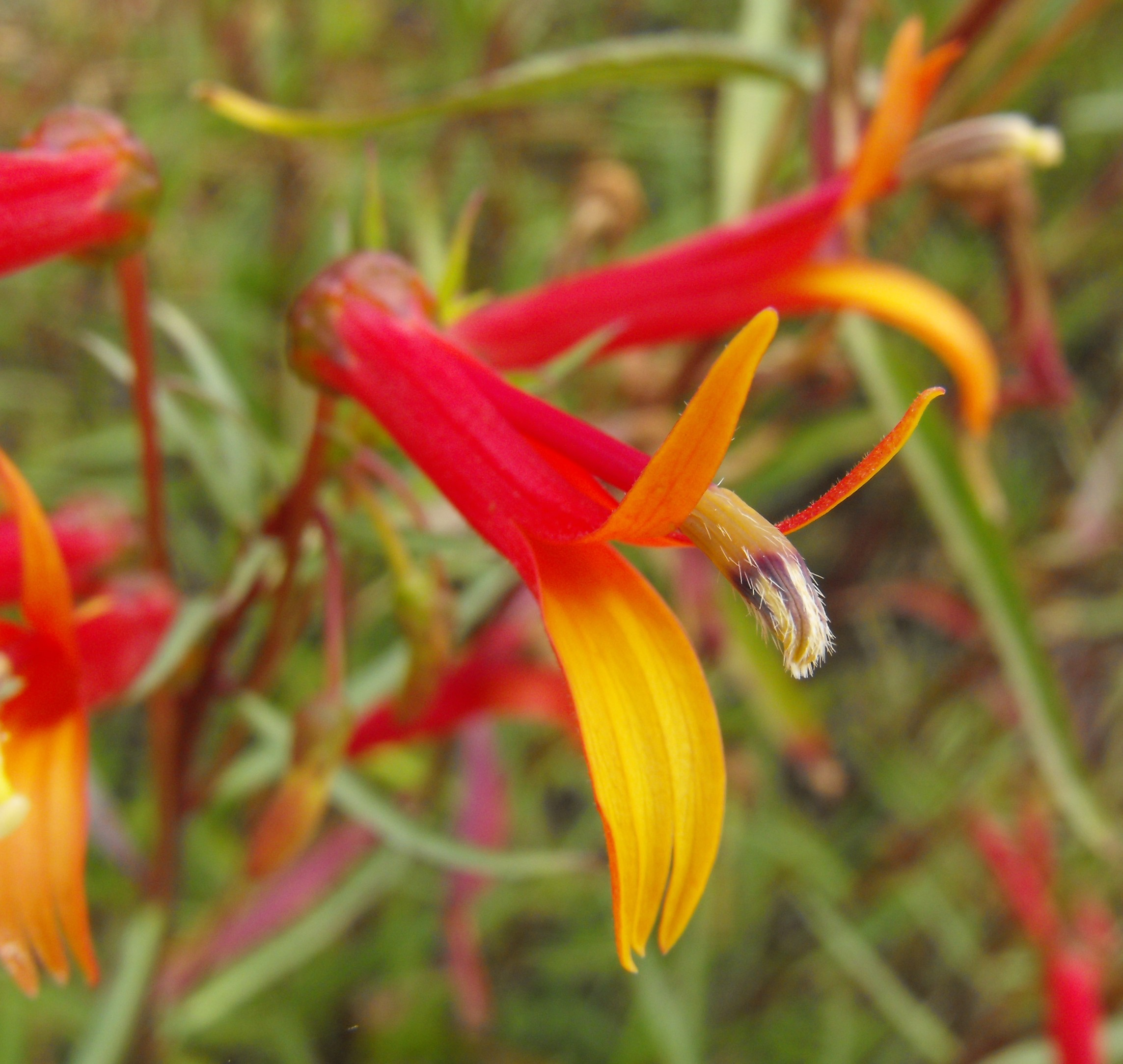